# 王曰伦
王曰伦（1903年1月23日—1981年7月20日），山东泰安人，地质学家。1927年毕业于山西大学工学院。1956年加入九三学社。曾任中央地质调查所西北分所所长，中华人民共和国地质部天津地质矿产研究所研究员、所长。1980年当选为中国科学院学部委员(院士)。